# Tunca, Ardeşen
Tunca là một thị trấn thuộc huyện Ardeşen, tỉnh Rize, Thổ Nhĩ Kỳ. Dân số thời điểm năm 2010 là 2.338 người.